# Делитель мощности
Делитель мощности — общее название группы многополюсников СВЧ, осуществляющих разделение потока мощности электрического колебания, поступающего на вход (входной порт, входное плечо), между несколькими выходами (портами, плечами) и (или) объединяющего такие потоки мощности с нескольких входов в одном выходе.

## Разновидности
Наиболее часто применяются делители мощности с одним входом и двумя выходами, реже — с тремя выходами. Делители мощности с большим числом выходов, которое может достигать нескольких тысяч, называют распределителями мощности. Как правило, они строятся по «схемотехническому» принципу на основе каскадного соединения более простых делителей мощности либо по «эфирному» принципу (например, на основе линзы Ротмана).
Простейшие делители мощности не обладают развязкой выходов (например, тройники), более сложные (направленные ответвители и мосты, делители с вентилями СВЧ) обладают развязанными выходами: коэффициенты взаимной связи выходов (значения соответствующих элементов матрицы рассеяния) близки к нулю. Как правило, требуется, чтобы делитель мощности был согласован по входу и выходам, то есть чтобы не было потерь мощности на отражение: для этого диагональные элементы матрицы рассеяния делителя мощности должны быть близки к нулю. Если мощность делится поровну между выходами, то делитель мощности называют равноплечим. В зависимости от разности фаз коэффициентов передачи со входа на выходы выделяют синфазные (0°), квадратурные (90°) и противофазные (180°) делители мощности.
Как правило, делитель мощности — пассивный недиссипативный (в рабочем режиме) и взаимный многополюсник, однако применяются и активные (содержащие электронные компоненты и требующие источник питания), диссипативные (в виде соединения резисторов) и невзаимные (с вентилями на выходах) функциональные группы и законченные устройства. Конструктивное исполнение делителей мощности зависит от рабочего диапазона частот, в диапазоне УВЧ и СВЧ — от типа и конструкции линии передачи, на основе отрезков которой выполнен делитель.

### Синфазный делитель мощности
Данный тип делит сигнал на несколько синфазных, то есть таких, у которых фазы несущего колебания равны между собой. Характерные примеры — тройник (коаксиальный, микрополосковый, волноводный в E-плоскости), делитель Вилкинсона.

### Исполнение на согласующих отрезках линий
Для согласования используются четвертьволновые отрезки линий.

### Исполнение на резисторах
Резисторы устанавливаются по схеме «звезда» или «треугольник». Преимуществами такого делителя являются широкополосность и малые габариты. Однако данный тип делителя характеризуется высоким уровнем вносимого затухания (около 6 дБ)

## Характеристики
Основные технические характеристики:
- число выходов, распределение мощности между выходами
- тип входной и выходных линий передачи, их волновое сопротивление
- рабочий диапазон частот
- развязка — величина, характеризующая взаимную связь выходов делителя мощности
- вносимые потери — величина, характеризующая потери входной мощности на нагрев элементов и паразитное излучение
- качество согласования входа и выходов

Как и всякий многополюсник СВЧ, делитель мощности характеризуется своей матрицей рассеяния.